# Marc Rohde
Marc Rohde (* 1972 in Recklinghausen) ist ein deutscher Sportjournalist und Fernsehkommentator.

## Leben
Rohde spielte als Jugendlicher Fußball. Nachdem seine Bemühung um die Aufnahme eines Sportwissenschaftsstudiums an der Ruhr-Universität Bochum fehlgeschlagen war, begann er als Sportberichterstatter der Recklinghäuser Ausgabe der Westdeutschen Allgemeine Zeitung. Später war er in Recklinghausen auch für den Rundfunk tätig.
Er durchlief ein Volontariat beim Hörfunksender Antenne Niederrhein in Kleve und arbeitete anschließend als freiberuflicher Journalist insbesondere im Nachrichtenbereich, war für verschiedene Rundfunksender in Nordrhein-Westfalen sowie für den britischen Sender BFBS tätig. Rohde ging dann aus beruflichen Gründen nach Frankreich und arbeitete dort für den Fernsehnachrichtensender Euronews. 2006 fing er bei Eurosport als Nachrichtensprecher an. Später wurde er bei dem Fernsehsender auch als Kommentator eingesetzt und saß seitdem unter anderem bei Übertragungen in den Sportarten Skilanglauf, Skispringen, Nordische Kombination, Schwimmen, Reiten, Kanu und Radsport am Mikrofon. Bei der Tour de France wurde er als Reporter eingesetzt, um über das Geschehen abseits der Strecke zu berichten, später kommentierte er Radrennen unter anderem gemeinsam mit den als Experten eingesetzten ehemaligen Radprofis Jean-Claude Leclercq und Robert Bengsch.
2013 war er bei Eurosport erstmals gemeinsam mit Jochen Behle als Kommentator bei Nordischen Skiweltmeisterschaften im Einsatz und bildete auch in den folgenden Jahren bei Skiwettbewerben (unter anderem im Rahmen der Olympischen Winterspiele 2018 und 2022) ein Kommentatorengespann mit dem früheren Langläufer und Bundestrainer.
Zeitweilig war Rohde auch später erneut für den Nachrichtensender Euronews tätig, für Sportdigital kommentierte er Spiele in den Sportarten Eishockey und Fußball. Zudem arbeitet er bisweilen für den Deutschlandfunk.
Seit den UCI-Straßen-Weltmeisterschaften 2019 betreibt Rohde gemeinsam mit Karsten Migels den Podcast Windkante unter dem Motto „Alles rund ums Rad“. An der Medienakademie WAM in Dortmund ist Rohde als Ausbilder im Bereich Podcast tätig. Bei den 2021 ausgetragenen Olympischen Sommerspielen 2020 gehörte er zum Kommentatorenstab des Senders Eurosport und war für die Übertragungen des Kanusports zuständig, die gleiche Tätigkeit übte er auch drei Jahre später bei den Spielen in Paris aus.